# Tomorrow's World (Matthew Bellamy)
Tomorrow's World è un singolo del cantante britannico Matthew Bellamy, pubblicato l'8 maggio 2020 come primo estratto dal primo album in studio Cryosleep.

## Descrizione
Il brano rappresenta la seconda composizione pubblicata da Bellamy in qualità di artista solista al di fuori dei Muse (il primo, Pray (High Valyrian), è uscito l'anno precedente all'interno della colonna sonora For the Throne) ed è stato composto durante le misure di confinamento imposte a causa della pandemia di COVID-19. Secondo quanto da lui spiegato, il testo parla della sensazione di accettare la situazione del lockdown cercando di convertire l'energia negativa causata da essa in un apprezzamento del vivere una vita semplice.

## Video musicale
Contemporaneamente all'uscita del singolo è stato presentato anche un lyric video che mostra Bellamy riprendersi mentre canta il brano.

## Tracce
1. Tomorrow's World – 2:59